# 查查斯湖
15°31′16″S 72°15′36″W / 15.52111°S 72.26000°W

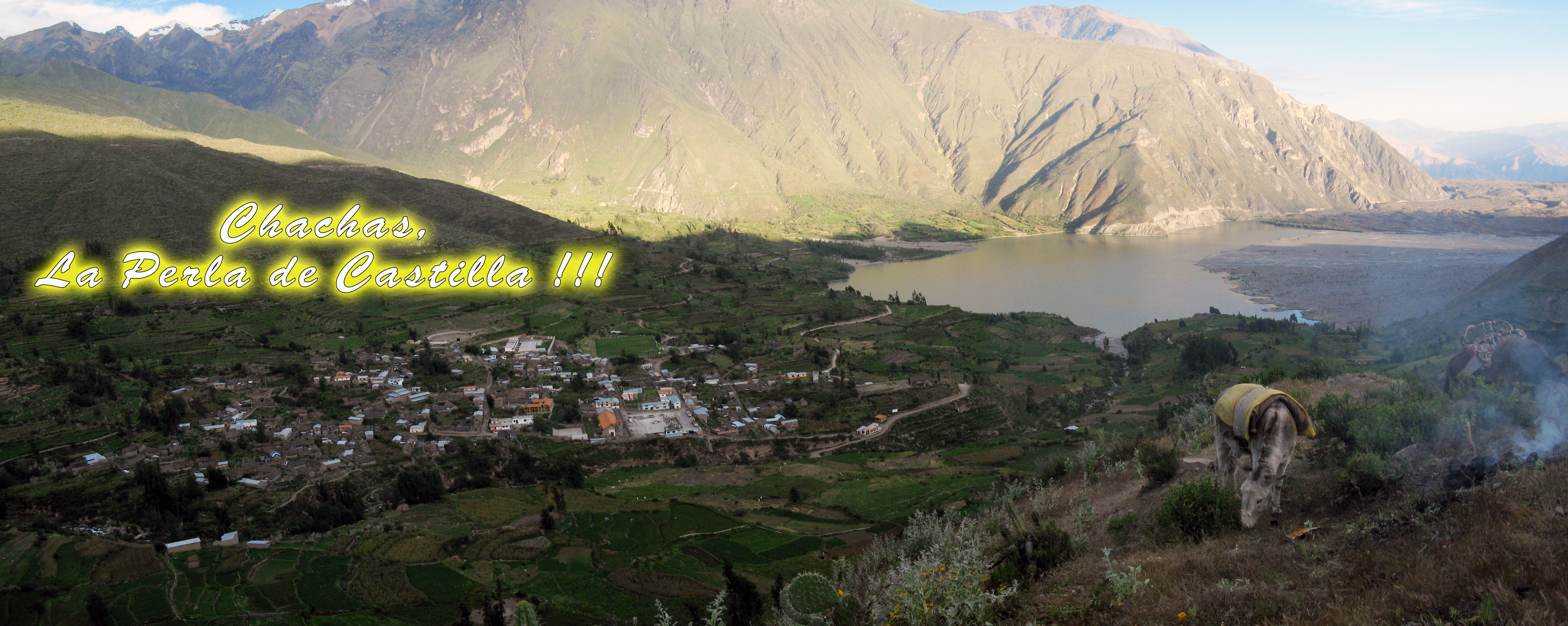

查查斯湖（Chachas Lake），是秘魯的湖泊，位於該國南部阿雷基帕大區的卡斯蒂利亞省，屬於安第斯山脈中奇拉山脈的一部分，該湖泊海拔高度2,940米。